# Only Yesterday (1933)
Only Yesterday is een Amerikaanse dramafilm uit 1933 onder regie van John M. Stahl. Het scenario is losjes gebaseerd op de roman Brief einer Unbekannten (1922) van de Oostenrijkse auteur Stefan Zweig. Destijds werd de film in Nederland uitgebracht onder de titel Een brief uit het verleden.

## Verhaal
James Stanton 'Jim' Emerson is een makelaar die ernstig lijdt onder de beurskrach van 1929. Hij verkeert zich nu in armoede en is ook niet tevreden met de vrouw met wie hij getrouwd is. Op een dag vindt hij, als hij al op de rand van zelfmoord zit, een brief die een vrouw uit zijn verleden naar hem geschreven heeft.
De film springt terug naar 1917, waar Jim als luitenant werkzaam is tijdens de Eerste Wereldoorlog. Zijn liefje is de 19-jarige danseres Mary Lane. Hij moet echter naar Frankrijk en informeert Mary niet van zijn vertrek. Zij wordt alleen achtergelaten en ontdekt dat ze zwanger is. Ze gaat bij haar ruimdenkende tante Julia Warren wonen in New York. Haar zoon Jim wordt tijdens een wapenstilstand geboren.
Op een dag keert Jim terug naar de Verenigde Staten. Mary bezoekt hem als hij aan land komt, maar hij herkent haar niet. Ze is bedroefd als blijkt dat hij een relatie heeft met een dame genaamd Phyllis Emerson. Voor een lange periode houdt ze zich gedeisd en houdt hem op een afstand in de gaten. Op een dag besluit ze hem de waarheid over haar zoon te zeggen. Ze wordt echter tegengehouden als ze in de krant leest dat hij zeer spoedig met Phyllis zal trouwen.
Tien jaren gaan voorbij. Julia is gelukkig met haar vriendje Bob en Mary werkt als schoonheidsspecialiste. Ze gaat uit met een man genaamd Dave Reynolds. Hij heeft al meerdere keren een huwelijksaanzoek gedaan en Mary belooft hem een antwoord op het opkomende nieuwjaarsfeest te geven. Ze komt op dat feest echter Jim tegen en hij praat opnieuw met haar. Hij weet nog steeds niet wie ze is, maar Mary maakt duidelijk dat ze wel weet van zijn bestaan.
Die avond bedrijven ze de liefde. Jim wil opnieuw met haar afspreken, maar Mary ziet het als een mooie afsluiter van hun omgang. Desondanks besluit ze niet met Dave te trouwen. In de volgende jaren ontwikkelt ze een chronische hartziekte. Ze ligt op haar sterfbed en besluit de geheimen van haar verleden te openbaren aan Jim in een brief. Julia belooft deze na haar overlijden naar hem te sturen. Als Jim deze na haar overlijden leest, bezoekt hij onmiddellijk haar appartement om zijn zoon te ontmoeten. Op dat moment heeft hij zijn vrouw al verlaten, omdat zij ervandoor wil gaan met haar minnaar.

## Rolverdeling
| Acteur            | Personage             |
| ----------------- | --------------------- |
| Margaret Sullavan | Mary Lane             |
| John Boles        | James Stanton Emerson |
| Edna May Oliver   | Leona                 |
| Billie Burke      | Julia Warren          |
| Benita Hume       | Phyllis Emerson       |
| Reginald Denny    | Bob                   |
| George Meeker     | Dave Reynolds         |
| Jimmy Butler      | Jim jr.               |
| Noel Francis      | Letitia               |
| Bramwell Fletcher | Scott Hughes          |
| June Clyde        | Deborah               |
| Jane Darwell      | Mevrouw Lane          |
| Oscar Apfel       | Mijnheer Lane         |
| Robert McWade     | Harvey Miles          |
| Onslow Stevens    | Barnard               |
| Huntley Gordon    | Investeerder          |
| Edmund Breese     | Investeerder          |
| Jay Whidden       | Orkestleider          |

## Achtergrond
De film betekende voor Sullavan haar debuut op het witte doek. Ze had eerder al een succesvolle carrière op Broadway en tekende in 1933 een filmcontract met Universal Pictures. Dit is de eerste film die ze ervoor maakte. De film werd na de lancering in de Verenigde Staten een enorm succes onder het publiek en maakte van Sullavan onmiddellijk een ster. Dit resulteerde erin dat de film niet veel later ook in Nederland werd uitgebracht. In 1934 werd door de Nederlandse filmkeuring besloten dat de film niet geschikt is voor personen onder de 18 jaar oud, wegens de houding van de man tegenover een meisje. Hoewel Sullavan werd geprezen voor haar acteerprestaties, kreeg de film voornamelijk matige reacties van recensenten.